# 총담관결석증
총담관결석증(總膽管結石症, Choledocholithiasis, common bile duct stone)은 총담관에 담석이 생기는 증상이다. 이 질환은 황달과 간세포 손상을 일으키며 담낭절제술 및 ERCP를 통한 치료가 필요하다.

## 증상
총담관결석증의 검진 시 머피 징후는 일반적으로 음성이며, 이는 담낭염과의 구별에 도움이 된다. 피부나 안구의 황달은 담도폐쇄 발견에 중요한 요소이다. 황달이나 점토빛의 변은 총담관결석증, 담석췌장염의 의심을 살 수 있다. 위의 증상이 발열 및 오한과 동시에 발생한다면 상슥적 담관염으로 진단될 수 있다.
담석이 있는 사람들 중 70% 이상에게는 증상이 없으며 초음파를 통해 우연히 발견된다. 연구에 따르면 이 사람들 중 10%가 진단 후 5년 내에 발전하며 20%의 경우 20년 안에 내에 발전한다.

## 병인
담석이 총담관(CBD)을 통해 십이지장으로 전달될 수 있지만 일부 담석들은 너무 커서 총담관을 뚫고 지나갈 수 있으며 폐쇄를 일으킬 수 있다. 이에 대한 한 가지 위험 요인은 십이지장의 게실이다.

## 병리생리학
이러한 장애는 황달, 알칼리 포스파타아제의 상승, 복합된 혈중 빌리루빈의 증가, 혈중 콜레스테롤 증가를 일으킬 수 있다. 급성 췌장염과 담관염을 유발시킬 수도 있다.

## 진단
총담관결석증은 담석증의 합병증 가운데 하나이므로 초기 단계는 담석증의 여부를 확인하는 것이다. 담석증 환자는 일반적으로 복부의 오른쪽 위쪽에 통증이 있으며 구역질과 구토 증상과 연계되는데 특히 지방이 많은 음식을 섭취한 뒤에 그러하다. 의사는 담낭 내 담석의 초음파 그림자를 보여주는 복부 초음파를 통해 담석증의 여부를 진단할 수 있다.
간기능혈액검사에서 빌리루빈, 혈청 아미노전이효소의 상승을 보이면 총담관결석증으로 진단된다. 그 밖에는 리파제, 아밀라아제 등 바터 팽대부에 영향을 주는 것이 진단 요소에 포함된다.
의사는 수술 전에 ERCP를 선택할 수 있다. ERCP의 이점은 진단뿐 아니라 문제 해결에도 활용할 수 있다는 점이다.

## 치료
치료에는 ERCP를 사용하여 담낭에서 담석을 제거하는 담낭절제술이라는 수술이 동반되지만 수술의가 담관조영법과 더불어 복강경 검사법을 사용하는 일이 늘어나고 있다.